# Aeroportul Edward River
Aeroportul Edward River (IATA: EDR, ICAO: YPMP) este un aeroport din Queensland, Australia. Aeroportul a fost tranzitat în 2022 de 8.993 de pasageri.
Situat la o altitudine de 6 m, aeroportul dispune de o singură pistă. Este operat de Aboriginal Shire of Pormpuraaw⁠(d).